# Ніпігон (озеро)
Ніпігон (Ніпіґон; англ. Lake Nipigon) — озеро на півдні Канади, на висоті 260 м над рівнем моря. Його площа — 4,8 тис. км², глибина — до 165 м; на озері розташовані численні острови. Його води стікають річкою Ніпігон до озера Верхнього. На озері розвинене рибальство.